# Żagiew Dzierżoniów
Żagiew Dzierżoniów (oficjalnie MKS Żagiew Dzierżoniów) – klub piłki ręcznej działający w Dzierżoniowie.
Klub powstał w roku 1963. Największym sukcesem jest awans w roku 2007 do I ligi. Siedziba klubu mieści się w dzierżoniowskim Ośrodku Sportu i Rekreacji (OSIR) przy ul. Strumykowej 1.